# Hans Anders
Hans Anders, opgericht in 1982 in Rotterdam, is een Nederlandse optiek- en audioketen. De keten is onderdeel van Nexeye, een Europese optiekretailer die onder verschillende namen in vijf landen actief is. Hans Anders heeft meer dan 400 winkels in Nederland en België. Er werken anno 2022 meer dan 2500 mensen bij Hans Anders. Het hoofdkantoor is gevestigd in Gorinchem.

## Geschiedenis
In 1988 kocht Hans Anders groep opticien Rinck van Vendex. Deze was sinds 1978 losgekoppeld van Dixons-Rinck. Naast brillen verkoopt de keten contactlenzen en sinds 1999 tevens hoortoestellen.
De keten was sinds 2004 in handen van de investeringsmaatschappij Gilde Buy Out Partners van Gilde Investment Management. In 2008 deed Gilde een poging Hans Anders te verkopen. De brillenketen stond al een half jaar in de etalage, maar zonder succes. Interesse van kopers was er genoeg, maar niemand was bereid de hoge vraagprijs van Gilde te betalen. De transactiewaarde werd volgens ingewijden geschat op zo'n € 250 miljoen. In 2011 lukte de verkoop wel en het Franse Alpha en AlpInvest werden de nieuwe eigenaars.
In februari 2013 werd bekend dat Hans Anders de Zweedse optiekketen Direkt Optik overneemt. De overnamesom is niet bekendgemaakt. In het op 31 januari 2012 afgesloten boekjaar behaalde Hans Anders een omzet van € 169 miljoen en een EBITDA van € 26 miljoen. In 2015 was de omzet toegenomen tot € 171 miljoen.
In april 2017 werd bekend dat Hans Anders gekocht wordt door private-equityinvesteerder 3i Group. Het bedrijf telde toen ongeveer 1500 medewerkers. 3i is ook eigenaar van de ketens Action en Basic-Fit. De omzet is gestegen tot € 192 miljoen in boekjaar 2016. Het verkoopt ook gehoorapparatuur, maar dat maakt minder dan 10% van de omzet uit.
In 2018 werd Eyes+more overgenomen. Met de koop wordt Hans Anders in vijf Europese landen actief, naast Nederland, België en Zweden komen daar Duitsland en Oostenrijk bij. Eyes+more is in 2005 opgericht in Nederland, maar is vooral in Duitsland actief. In dat land zijn 119 van de 170 winkels en wordt driekwart van de omzet gerealiseerd. Verder zijn er nog 33 vestigingen in Nederland, tien in België en acht in Oostenrijk.
In mei 2022 kreeg Hans Anders Retail Groep, het moederbedrijf van Hans Anders, Eyes+more en Direkt Optik, een nieuwe naam, Nexeye.
In april 2024 werd bekend dat KKR Nexeye overneemt van 3i. Nexeye opereert onder de merknamen Hans Anders, Eyes+more en Direkt Optik. De groep heeft 719 winkels in Nederland, België, Duitsland, Oostenrijk en Zweden en 3500 medewerkers. De overnamesom is niet bekendgemaakt. In het jaarverslag over 2023 had 3i een waarde van £ 393 miljoen opgenomen voor Nexeye.

## Trivia
De naam Hans Anders is bedacht door de drie oprichters, waarvan er twee Hans heten. Ze bedachten dat de verkoop van brillen ook anders zou kunnen dan tot dan toe in Nederland gebruikelijk was en kwamen zo met de naam Hans Anders.